# Бели трагови
„Бели трагови” је југословенски филм из 1980. године. Режирао га је  Круезиу Екрем  који је заједно са  Рамизом Келмендијем написао и сценарио.

## Улоге
| Глумац         | Улога |
| -------------- | ----- |
| Авдуш Хасани   |       |
| Хади Шеху      |       |
| Мелихате Ајети |       |
| Дрита Красники |       |
| Кун Лајси      |       |
| Шани Паласка   |       |
| Xеват Кена     |       |